# Зара (бугарска певачица)
Зара (касније Сара Симп) (Петрич, 5. октобар 1971) је уметничко име бугарске поп-фолк и поп певачица.

## Дискографија

### Албуми
- (1999)
- (2000)

### Спотови
| Спот | Година |
| ---- | ------ |
|      | 1999   |
|      | 2000   |
|      | 2000   |
|      | 2000   |
|      | 2001   |
|      | 2002   |
|      | 2006   |
|      | 2008   |